# Carl Hartman (Botaniker)

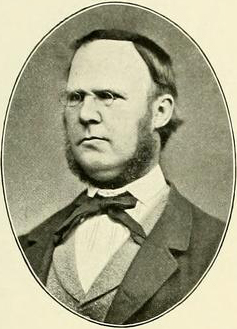
Carl Hartman

Carl Hartman (* 5. Juni 1824 in Solna; † 19. April 1884 in Örebro) war ein schwedischer Botaniker. Sein offizielles botanisches Autorenkürzel lautet „C.Hartm.“
Hartman, der Sohn des Arztes und Botanikers Carl Johan Hartman, wurde bei Elias Magnus Fries an der Universität Uppsala, an der er 1848 seinen Magister-Abschluss erhielt mit einer Dissertation über die Flora der Umgebung von Gävle. Danach reiste er nach London (1849/50), um das dort befindliche Herbarium von Carl von Linné durchzugehen zur Klärung taxonomischer Fragen. Dabei knüpfte er viele Kontakte zu europäischen Botanikern. Anschließend begleitete er den italienischen Botaniker Filippo Parlatore auf einer Reise zum Nordkap, die sie allerdings vor Erreichen des Nordkaps abbrechen mussten, da Parlatore auf der Seereise seekrank wurde und umkehrte. Danach war er Lehrer in Gävle und Örebro.
Er bearbeitete das Handbuch der skandinavischen Flora seines Vaters in Neuauflagen.